# Sybra eunidioides
Sybra eunidioides là một loài bọ cánh cứng trong họ Cerambycidae.